# Wiluczinskaja Sopka
Wiluczinskaja Sopka (ros. Вилючинская Сопка) – wygasły stratowulkan leżący na obszarze półwyspu Kamczatka w Rosji, znajduje się na południowy zachód od miasta Pietropawłowsk Kamczacki i Zatoki Awaczyńskiej, oraz około 30 km od zamkniętego miasta Wiluczinsk. Wulkan wznosi się na wysokość 2173 m n.p.m. Jego ostatnia znacząca erupcja z krateru na szczycie miała miejsce około 10 tys. lat temu.
Na stokach północno-zachodniej części wulkanu znajdują się wąwozy z nagromadzonym lodem oraz firnem. Lawa oraz materiały piroklastyczne, głównie andezytowe i bazaltowe, rzadziej olwinowe, tworzące powierzchnię szczytu mają wygląd plamisty, prawdopodobnie zmieniony pod wpływem siarkowych fumaroli. Na wschodnim zboczu wulkanu istnieją ślady dawnych solfatar, natomiast w południowo-wschodniej części odnotowano występowanie gorących źródeł.
Wulkan znajduje się na terenie Rezerwatu przyrody „Jużno-Kamczatskij”.

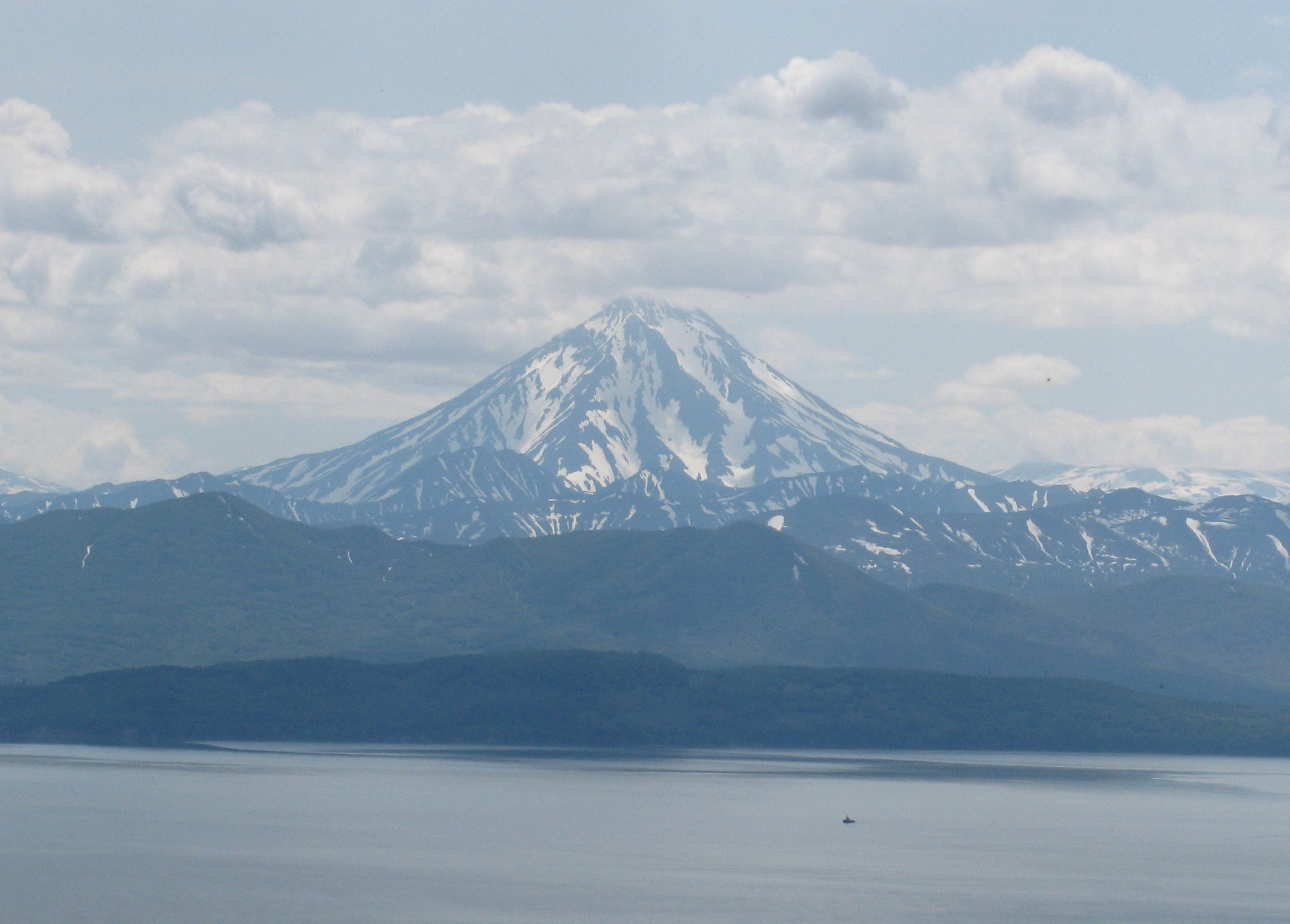
widok na wulkan z Pietropawłowska
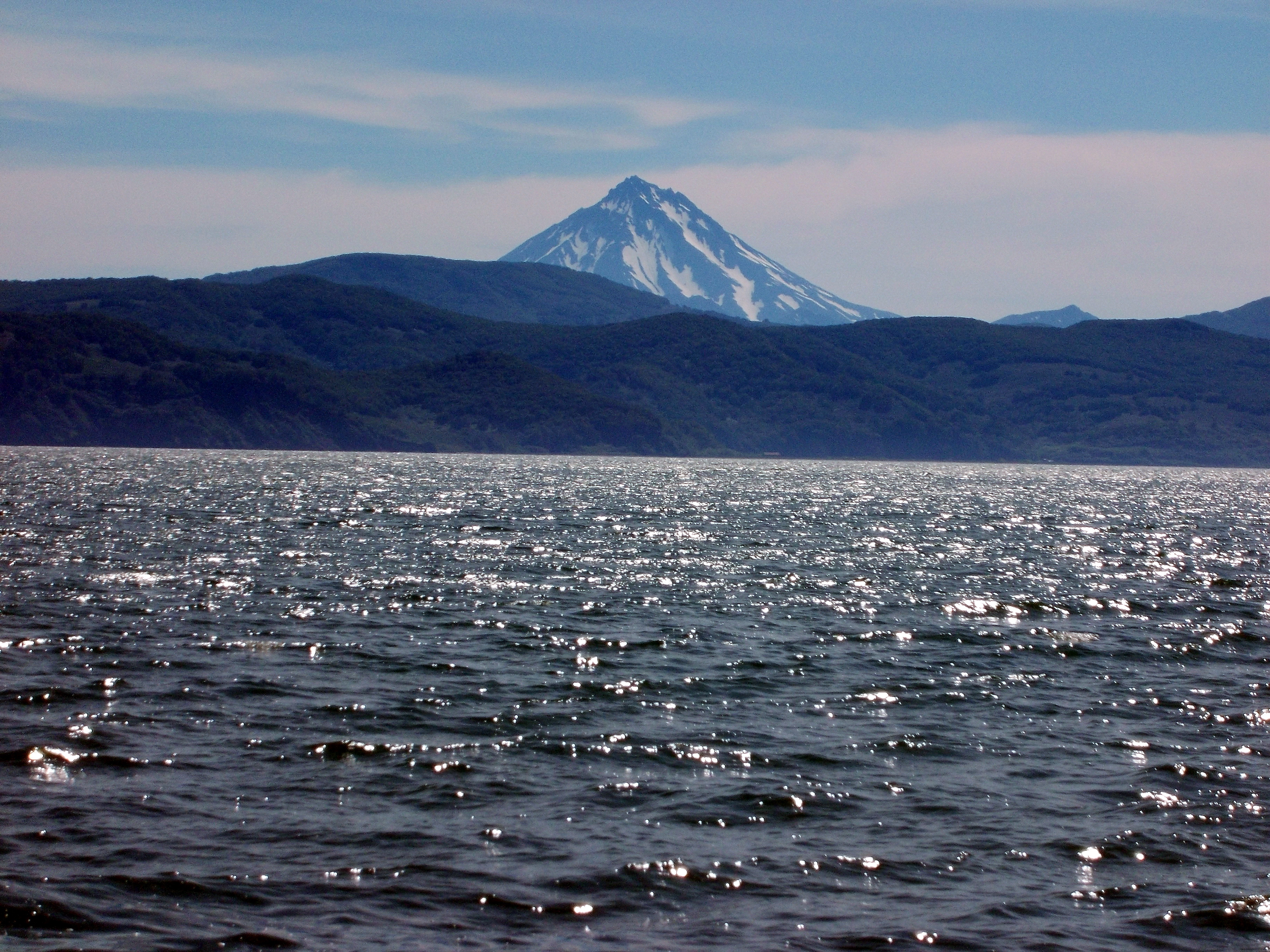
widok na wulkan z półwyspu Zawojko
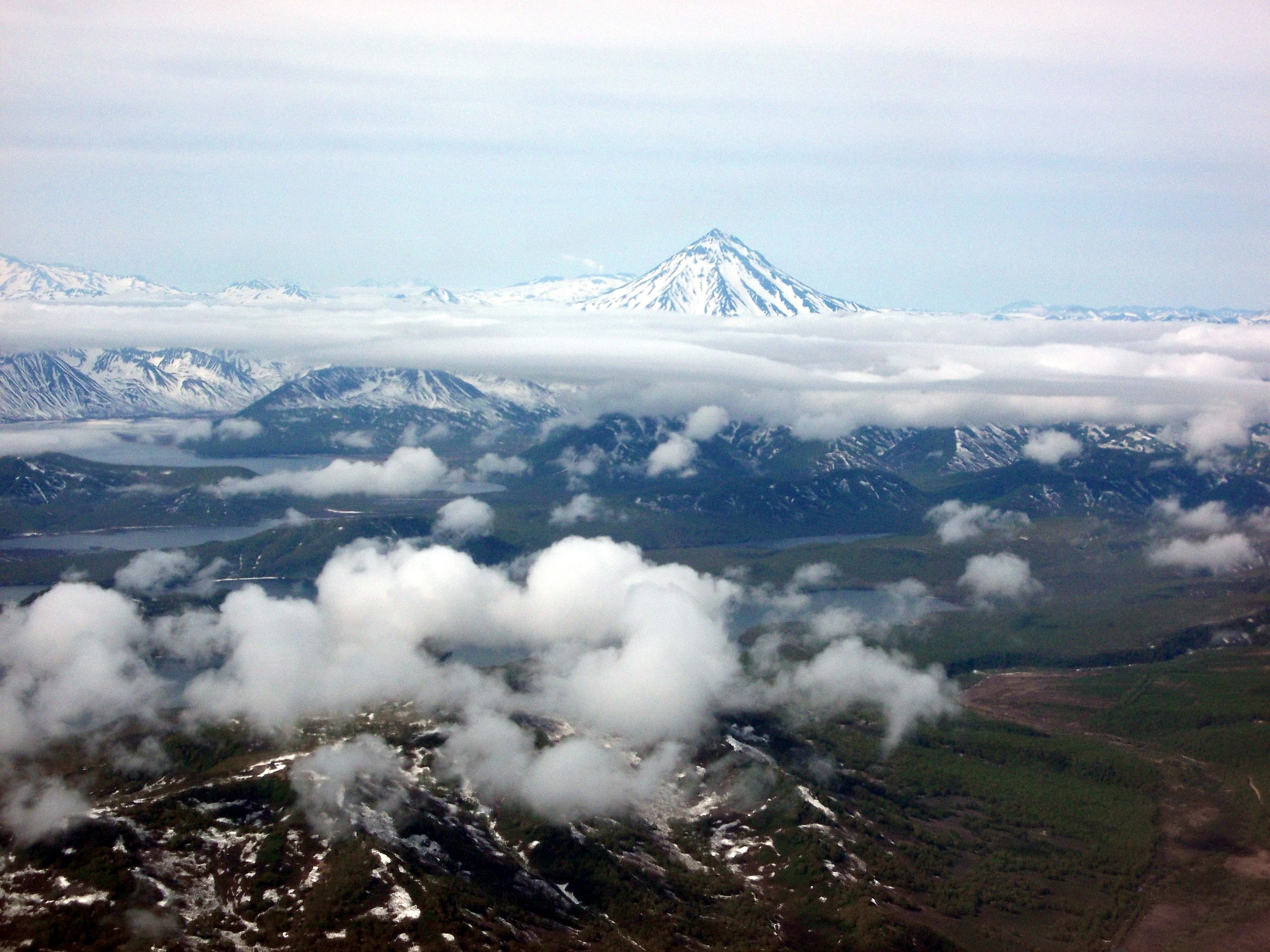
widok na wulkan z okna samolotu